# Joseph Guione
Joseph Bernhard Guione (døbt 12. september 1746 i København – 8. marts 1808 i København) var en dansk klassicistisk arkitekt.
Joseph Guione var formentlig søn af stukkatør Giulio Guione og Maria Joseph Cardinal. Han gik på Kunstakademiet begyndende i 1763 og vandt den lille (1764) og den store sølvmedalje (1765). Her var han en af de mange talentfulde elever af C.F. Harsdorff, hvis stil tydeligvis har præget Guione.
Guione var tegnemester ved Akademiet, 1772 vejkonduktør og arbejdede i en årrække som fuldmægtig hos stadsbygmester Georg Erdman Rosenberg, hos hvem han havde fået sin praktiske uddannelse. Da denne 1788 trak sig tilbage, konstitueredes Guione i embedet indtil Peter Meyns udnævnelse samme år. Han udførte også opgaver for Postvæsenet.
Han var gift med Mariane Wibeke Pedersen (ca. 1746 – 4. januar 1829 i København). Han er begravet ved Skt. Petri Kirke.

## Værker
- Aldershvile, Bagsværd (1782, nedbrændt 1909, ruinen bevaret)
- Dronninggård, kaldet Næsseslottet, Søllerød (færdigt 1783, både tilskrevet Guione og Andreas Kirkerup, fredet 1918)
- Juliane Maries Plejestiftelse, Amaliegade 23, København (fuldført 1787, fredet 1918)
- Hummeltofte, Virum (1791, ombygget, nu børnehjem)
- Genopbygning af Det Petersenske Jomfrukloster efter byens brand, Amagertorv 29/Læderstræde 32, København (1797-98, fredet 1926)
- Reparationer af Købmagergades Postgård, Købmagergade, København (1798-1807, projekt til nye fløje 1796)
- Halsskov Kulfyr, Halsskov (1800, fredet 1959)
- Korsør Kulfyr, Korsør (1800-01)